# Mausbach (Stolberg)
Mausbach ist ein Dorf im Vennvorland am Rande der nördlichen Eifel und Stadtteil Stolbergs (Rhld.) in der nordrhein-westfälischen Städteregion Aachen. Es hat 4594 Einwohner.

## Geographie

### Lage
Mausbach liegt am Nordrand der Nordeifel im Nordteil des deutsch-belgischen Naturparks Hohes Venn-Eifel. Am Westrand des Hürtgenwaldes, in dem sich 4,5 km östlich der Ortschaft die Wehebachtalsperre ausbreitet, befindet es sich 4 km (jeweils Luftlinie) südöstlich der Stolberger Kernstadt auf etwa 250 m ü. NHN. Nahe dem südwestlichen Ortsrand entspringt der Vichtbach-Zufluss Mausbach.

### Ortsteile und Nachbarortschaften
Zu Mausbach gehören die Ortsteile Diepenlinchen, Fleuth und Krewinkel. Nachbarortschaften sind die Kernstadt von Stolberg im Westen sowie die Stolberger Stadtteile Gressenich im Nordosten und Vicht im Südsüdwesten.

## Geschichte

### Anfänge
Die wahrscheinlichste Deutung bringt den Ortsnamen mit „Maut“ in Verbindung. Mausbach entstand aus einer oberfränkischen Siedlung und teilte auf weiten Strecken das Schicksal des Nachbarortes Gressenich. Mit diesem gelangte es 842 in den Besitz des Klosters Kornelimünster. Der Abt von Kornelimünster ließ hier um das Jahr 1000 den Mausbacher Hof errichten, der Kernpunkt des Ortes geblieben ist. Eine Urkunde aus dem Jahre 1336 nennt einen Ritter Werner von Mausbach, welcher der Reichsabtei Abgaben für ein Pannhaus zahlen musste. Der Mausbacher Hof war der Reichsabtei Kornelimünster zehntpflichtig.

### 16. bis 18. Jahrhundert
Im Jahre 1585 kamen die protestantischen Kupfermeister ins Vichtbachtal, die auch auf Mausbacher Gebiet (Derichsberg, Bernhardshammer, Binsfeldhammer) Galmeigruben besaßen und entsprechend ihrer Metallerzeugung Abgaben an die Abtei Kornelimünster zu entrichten hatten. 1809 bis 1919 wurde in der Erzgrube Diepenlinchen großtechnisch Erz abgebaut. Sie war die größte Erzgrube der Region. In Spitzenzeiten waren 800 Arbeiter und Angestellte beschäftigt.
Den Mausbacher Hof war 1689 im Pfälzer Erbfolgekrieg zerstört; Alfons Suys, Abt von Kornelimünster, ließ ihn 1730 wieder aufbauen.

### Franzosenzeit
Von 1794 bis 1815 war Mausbach zusammen mit Krewinkel, Vicht und Werth ein Ort in der Mairie Gressenich, die im Département de la Roer zum Kanton Eschweiler gehörten.

### Zum Kreis Aachen
Seit 1816 gehört es zum Landkreis Aachen. Als demografischer Schwerpunkt der Gemeinde Gressenich ist Mausbach Sitz von deren Bürgermeisterei, deren Gebäude heute als Bürgerhaus fungiert. 1845 bis 1850 bildete Mausbach mit Gressenich eine Spezialgemeinde. Mausbach kam am 1. Januar 1972 zusammen mit Diepenlinchen, Fleuth und Krewinkel und der übrigen Gemeinde Gressenich zu Stolberg (Gebietsreform in Nordrhein-Westfalen#Aachen-Gesetz).

## Gerichtsbarkeit
Von 1808 an gehörte Mausbach zum Bereich des Friedensgerichts und später Amtsgerichts Eschweiler, später zum Amtsgericht Stolberg und seit 1972 wieder zum Amtsgericht Eschweiler.

## Religion

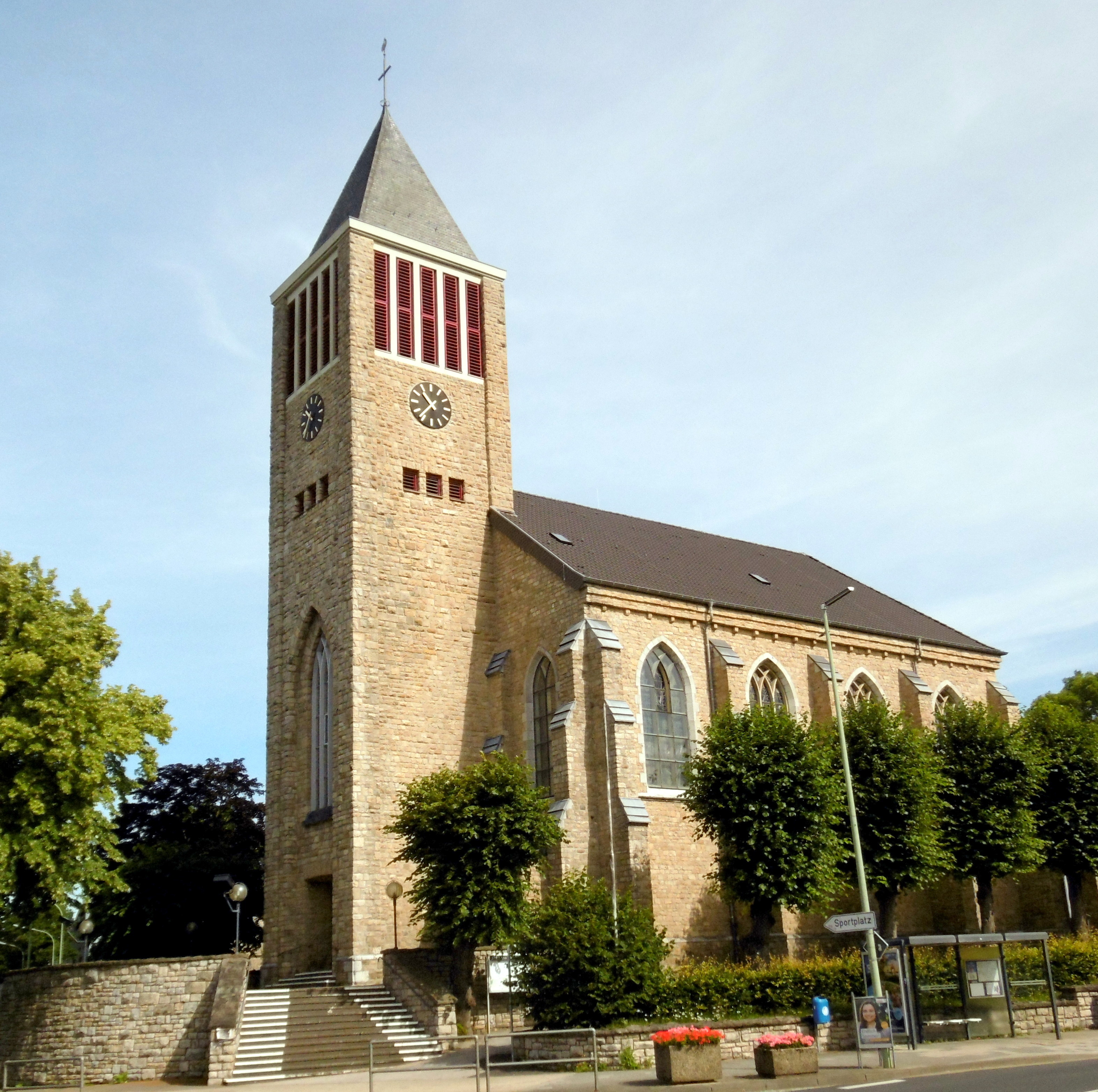
Mausbacher Kirche

Am 2. Juni 1804 wurde die Pfarrkirche St. Markus konsekriert; am 14. September 1805 wurde Mausbach eine selbständige Pfarre. Bis dahin hatte Mausbach zur Pfarre Gressenich gehört. 1806 kamen Krewinkel und Fleuth zur Pfarre Mausbach. 1870 wurde die Kirche erweitert. Am 7. Oktober 1944 sprengten deutsche Soldaten den Kirchturm während der Schlacht um Aachen, damit vorrückende US-Truppen ihn nicht als Aussichtspunkt nutzen konnten.
Sie wurde nach dem Zweiten Weltkrieg repariert und 1948 neu eingeweiht; der Kirchturm wurde erst 1963 wiederaufgebaut.

## Bildung
Im Hahn gibt es eine Gesamtschule (ehemals Realschule, davor Gemeinschaftshauptschule – die einzige weiterführende Schule in einem Außenstadtteil Stolbergs) und eine Grundschule.
Die Gesamtschul-Klassen 5 bis 7 werden in Mausbach unterrichtet und die Klassen 8 bis 10 in Stolberg.

## Dialekt
Das Mausbacher Platt gehört wie alle Dialekte des Raumes Aachen zum Ripuarischen. Es wird meistens von der älteren Bevölkerung und zu Karneval gesprochen.

## Verkehr

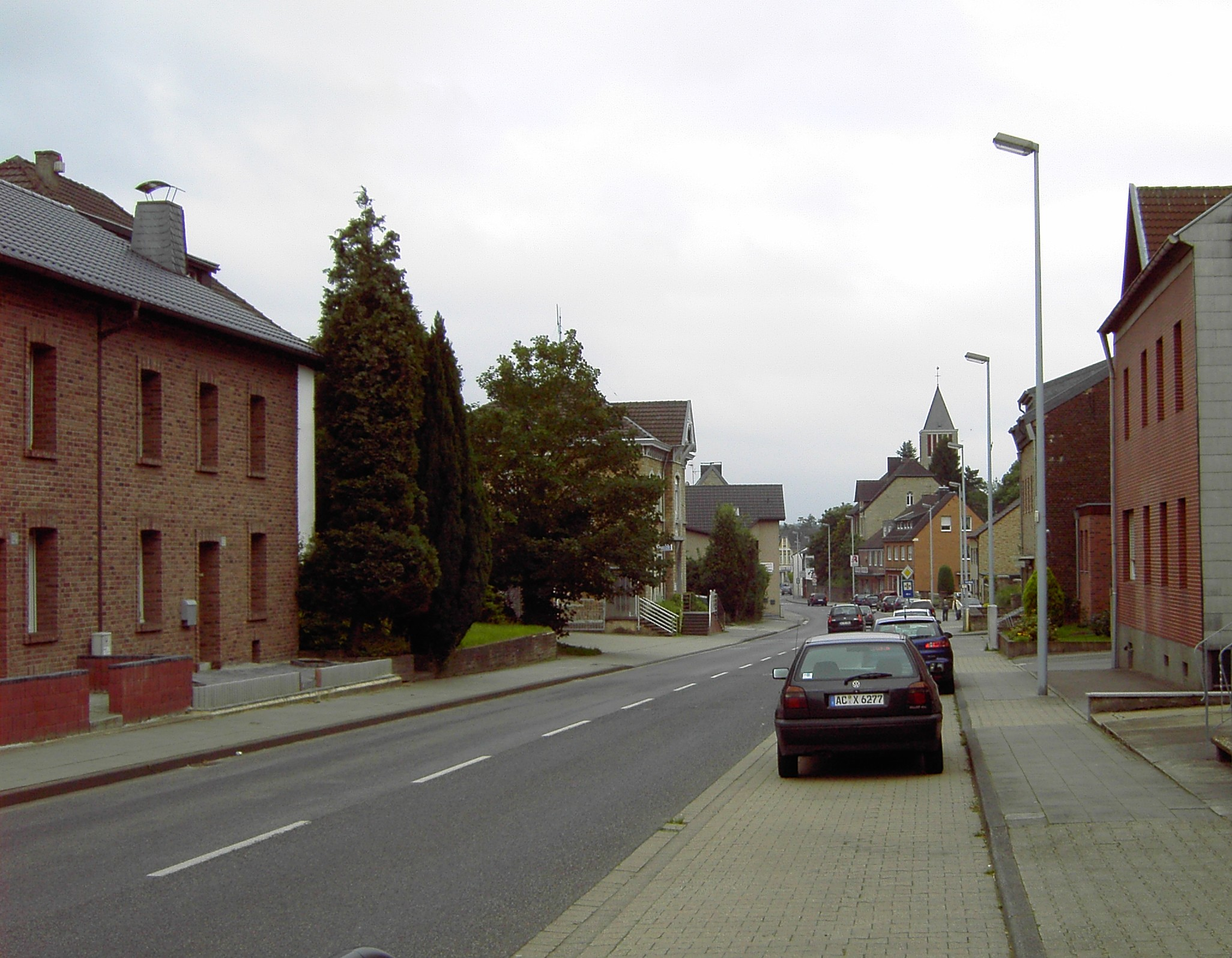
Blick auf die Hauptstraße in Mausbach

Die nächsten Anschlussstellen sind „Eschweiler-West“ auf der Bundesautobahn 4 und „Aachen-Brand“ auf der A 44. Durch Mausbach verläuft von Südwesten nach Nordosten die Landesstraße 12.
Die AVV-Buslinien 1, 15 und 42 der ASEAG verbinden Mausbach inklusive Fleuth und Krewinkel mit Werth, Gressenich, Schevenhütte, Vicht, Zweifall, Breinig, Dorff und Stolberg-Mitte sowie mit Aachen und besonders dessen östlichen Stadtteilen.
| Linie | Verlauf |
| ----- | --- |
| 1     | Uniklinik – Westbahnhof – Ponttor – Aachen Bushof – Ludwig Forum – Talbot – Haaren – Verlautenheide – Atsch – Stolberg Mühlener Bf – Stolberg Altstadt – Binsfeldhammer – Bernardshammer – Vicht – Fleuth – Mausbach – Diepenlinchen – Werth – Gressenich – Schevenhütte                   |
| 15    | Elisenbrunnen – Aachen Bushof – Kaiserplatz – Josefskirche – Bf Rothe Erde – Forst – Brand – Krauthausen – Dorff – Breinig (– Breinigerberg – Vicht – Fleuth – Mausbach – Diepenlinchen)                                                                                                   |
| 42    | (Schevenhütte →) Gressenich Kapelle – Krewinkel – Mausbach – Fleuth – / (Zweifall – Münsterau –) Vicht – Breinigerberg – Breinig – Dorff – Büsbach – Liester – Münsterbusch – Zinkhütter Hof – Stolberg Mühlener Bf – (Velau – Stolberg Hbf) / (Birkengang – Stolberg Hans-Böckler-Straße) |

## Sehenswürdigkeiten

### Baudenkmäler

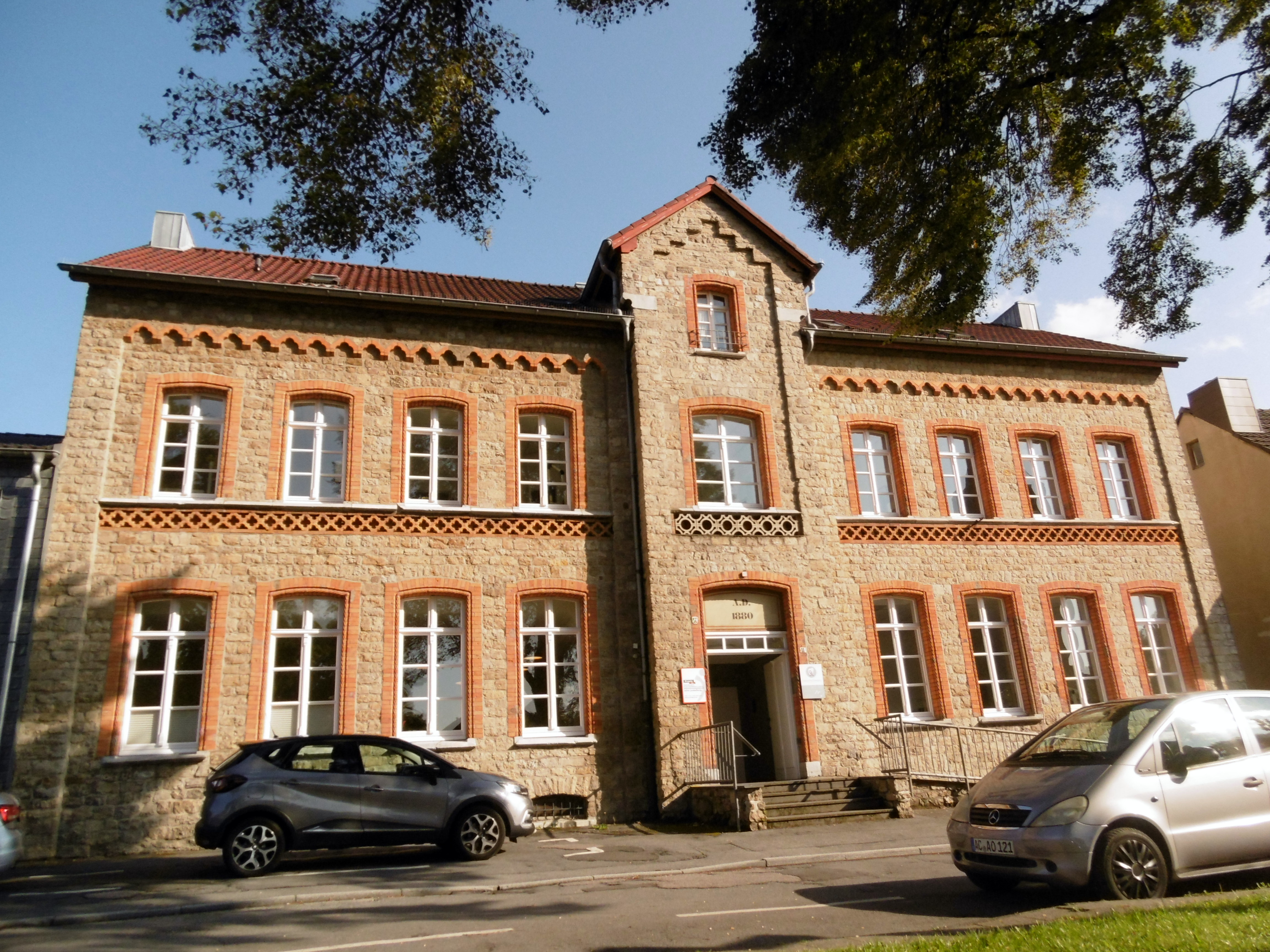
Gemeindehaus Mausbach von 1880

Sehenswert ist neben dem Ehrenmal auf dem Friedhof der Mausbacher Hof, welchen der Abt von Kornelimünster um 1000 errichten ließ. Er wurde 1689 im Pfälzer Erbfolgekrieg zerstört und 1730 von Alfons Suys, einem weiteren Abt von Kornelimünster wiederaufgebaut. Der Mausbacher Hof war über die Jahrhunderte der Abtei Kornelimünster zehntpflichtig. Sehenswert ist an ihm ein Wappenstein, der Königskrone, Mitra und einen mit einem Schwert gekreuzten Bischofsstab als Symbole der geistlichen und weltlichen Macht zeigt. Eine weitere Bezeichnung für den Hof ist „Burg Mausbach“.

### Naturdenkmäler
In Mausbach stehen auf dem ehemaligen Essiger Platz zwei als Naturdenkmäler geschützte Kastanien sowie neun Linden.

## Ortsteile

### Diepenlinchen
Diepenlinchen ist ein nördlicher Ortsteil von Mausbach. Es liegt östlich des Waldstücks Wolfshecke auf etwa 290 m Höhe. Direkt nordöstlich befindet sich ein Gewerbegebiet und jenseits davon das Segelfluggelände Stolberg-Diepenlinchen.

### Fleuth
Fleuth ist ein südlicher Ortsteil von Mausbach. Es liegt an einer parallel zum Mausbach verlaufenden Straße zwischen Mausbach und Vicht auf rund 250 m Höhe. Fleuth besteht nur aus wenigen Straßen am Westrand des Waldstücks Süssendell, das zum „Gressenicher Wald“ gehört. Zwischen Wald und Ort liegt ein Naturschutzgebiet. Am östlichen Ortsausgang von Fleuth befindet sich ein Soldatenfriedhof.
Der Fleuther Straßenname Im Pesch ist vermutlich auf Lateinisch pasculum „Weide“ zurückzuführen. Das Anwesen Flamm in der Vichterstraße 29–31 ist das Stammhaus von Jakob Flamm, der 1660 zum Schöffen, Ortsvorsteher und Kirchmeister von der Abtei Kornelimünster ernannt wurde. Bis zu deren Auflösung blieben diese Ämter bei der Familie Flamm.

### Krewinkel
Krewinkel ist ein östlicher Ortsteil von Mausbach und liegt auf etwa 284 m Höhe. Krewinkel besteht nur aus ein paar Straßen am Westrand des „Gressenicher Waldes“. In Krewinkel befindet sich die Barbarakapelle und ein Forsthaus. Der Ortsteil grenzt im Westen an das Mausbacher Zentrum.
Krewinkel ist ein alter Ortsteil und gehörte im Gegensatz zu Mausbach jahrhundertelang zum Herzogtum Jülich, nach der Auflösung der Abtei Kornelimünster dann zusammen mit Mausbach zur Mairie, später Bürgermeisterei Gressenich. Eine AVV-Buslinie verbindet die Haltestelle „Krewinkel“ mit dem übrigen Stolberg.

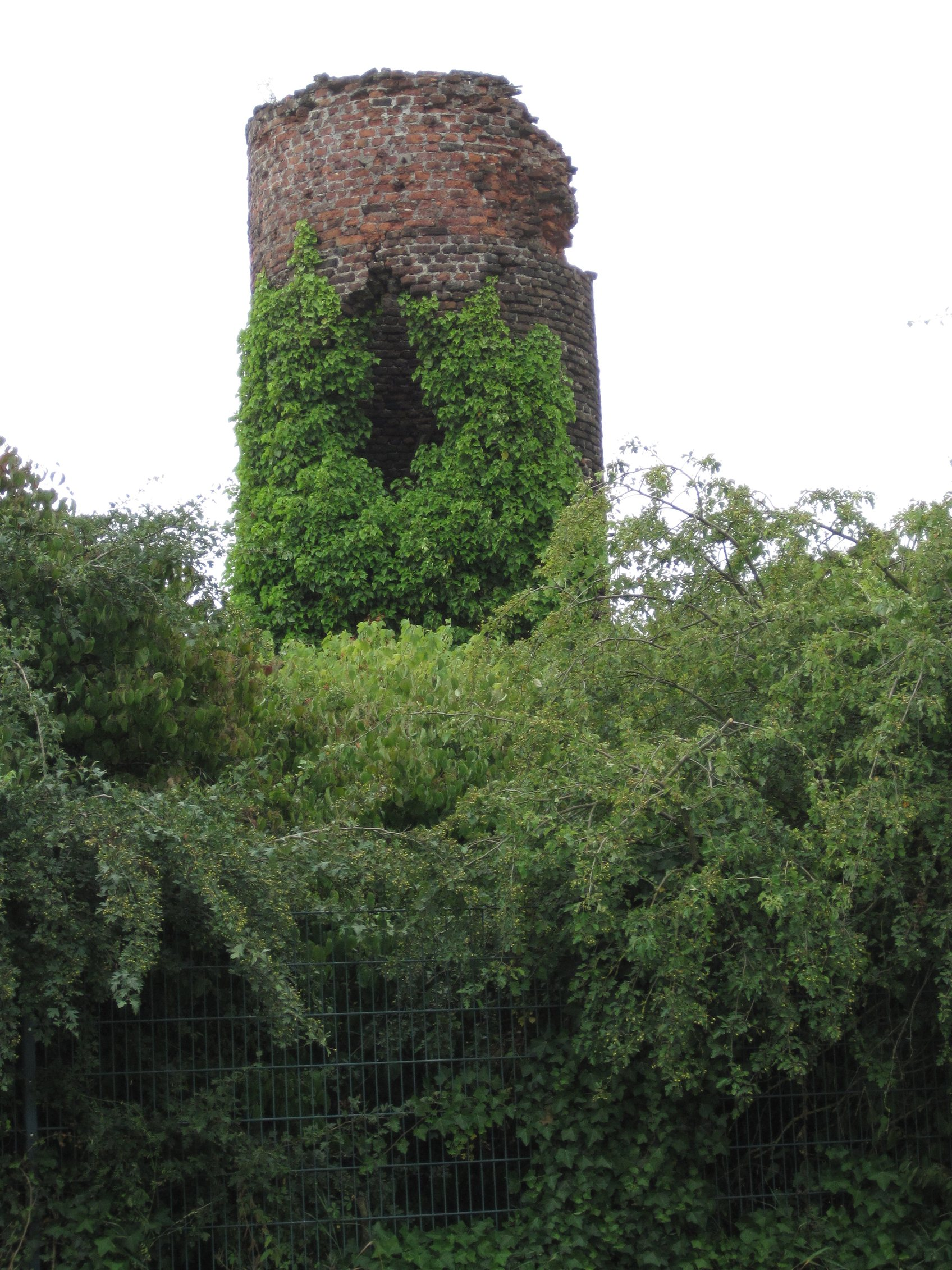
Ehemaliger Turm des Frosch-Schachtes in Diepenlinchen
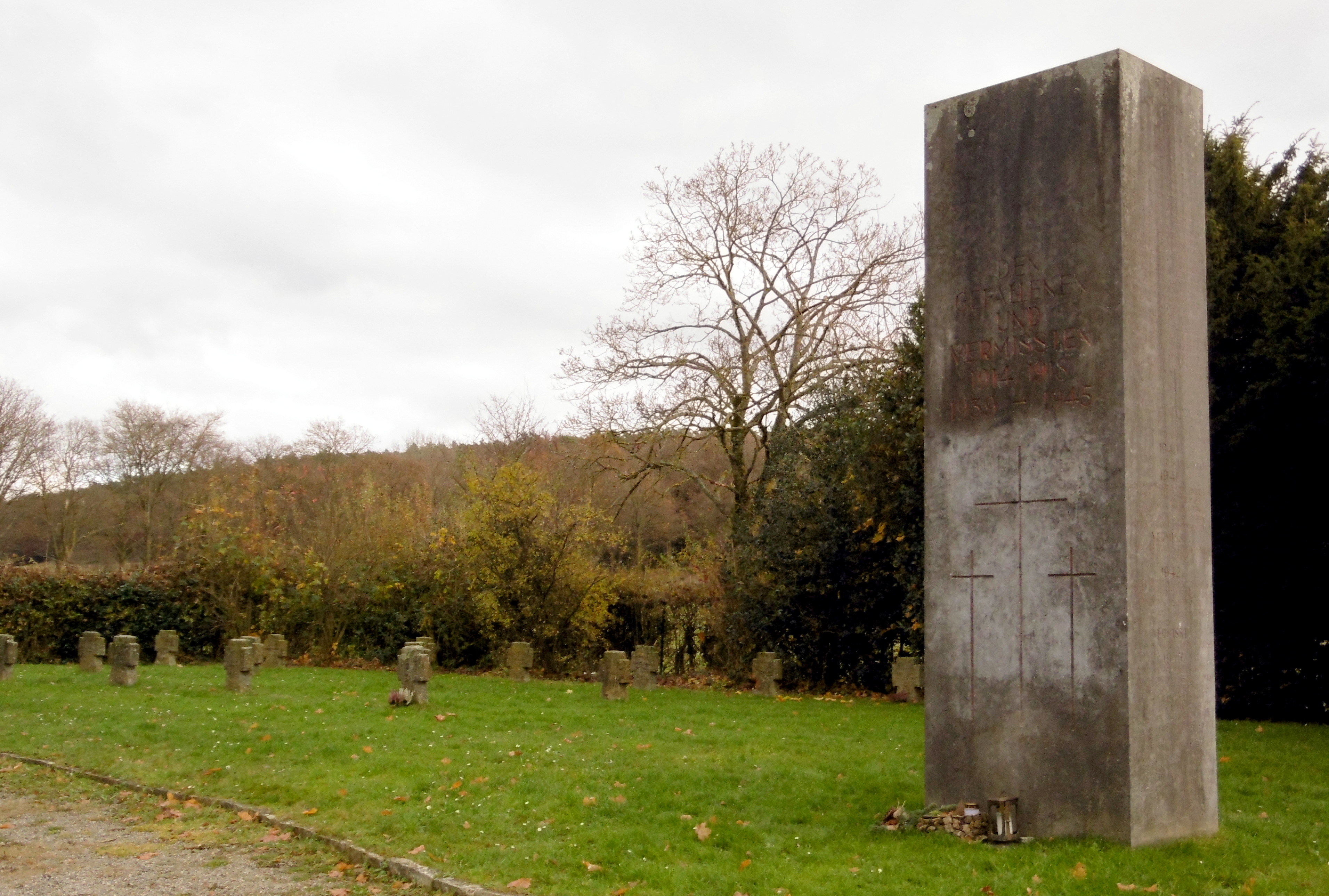
Soldatenfriedhof Fleuth
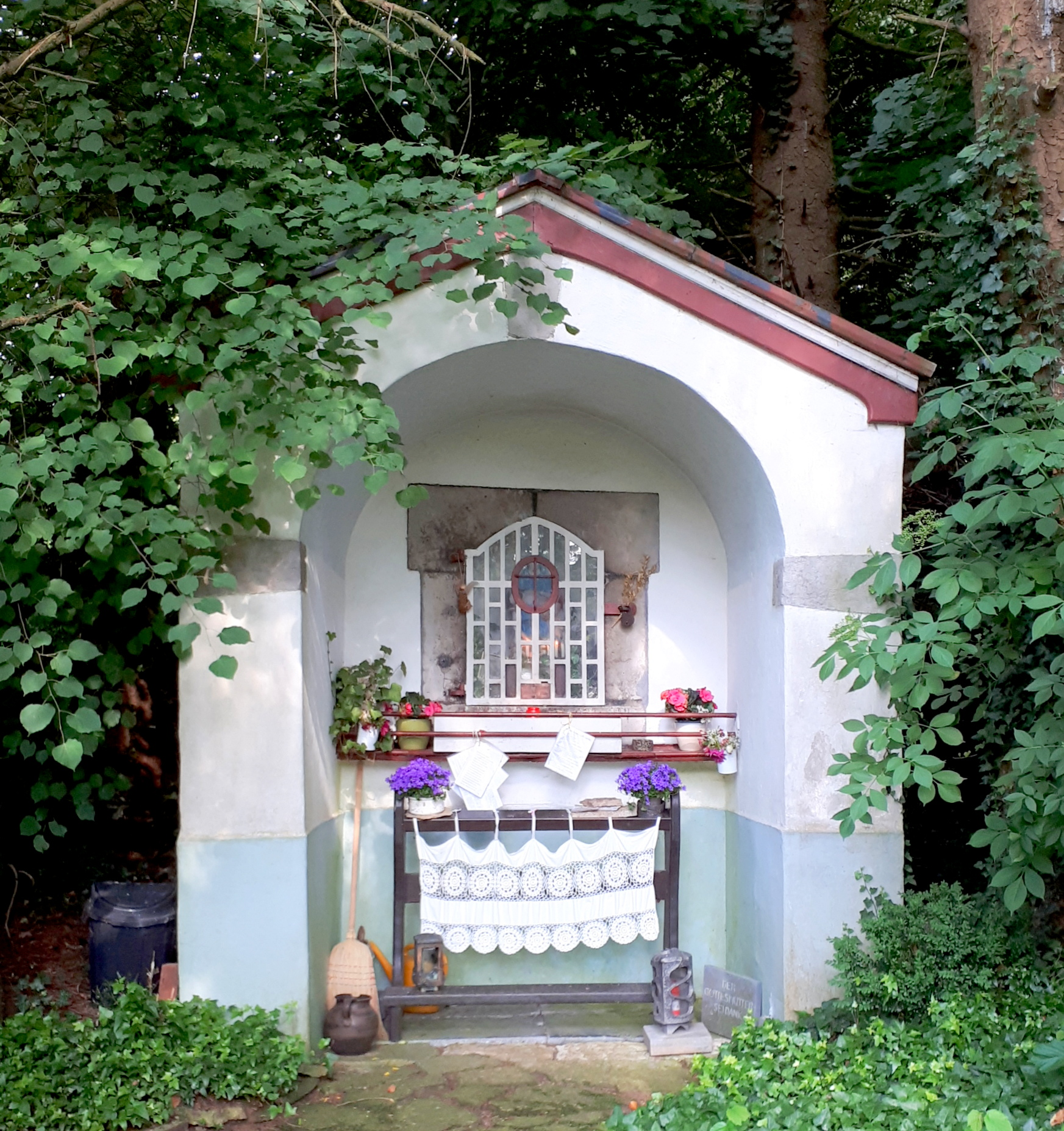
Fleuther Kapelle
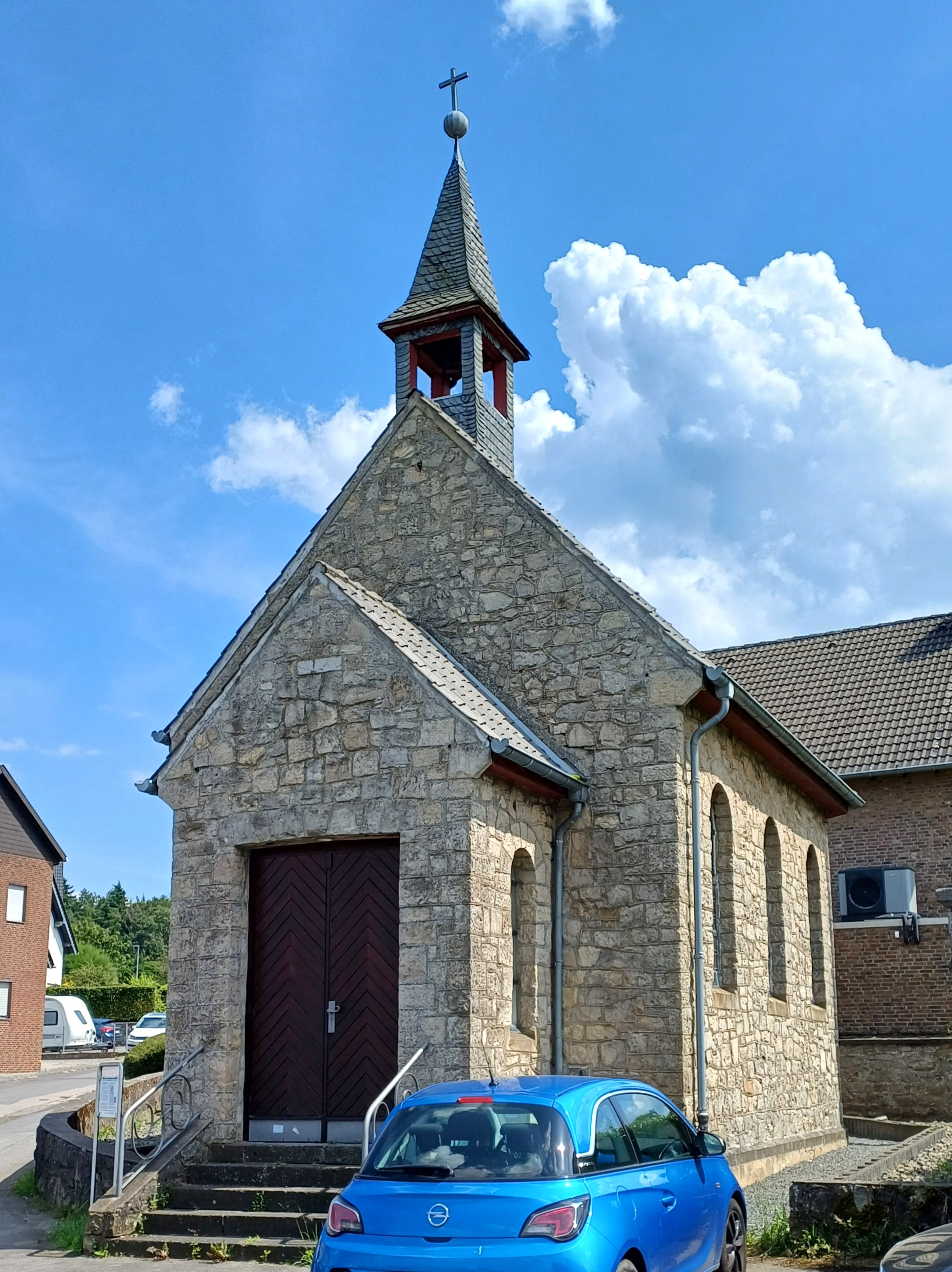
Barbara-Kapelle Krewinkel

## Vereine
- Fußballverein Grün-Weiß Mausbach (2018 fusioniert mit dem VfL 08 Vichttal)[5]
- Billardverein BSG Mausbach ’04
- Maijonge Musbich 2023 e. V.
- Trommler- und Pfeiferkorps Mausbach
- Musikvereinigung Euphonia Mausbach 1882
- KG Löstige Wölleklös
- Luftsport-Verein Stolberg
- Interessengemeinschaft Mausbacher Vereine e. V.
- Männergesangverein Mausbach 1910 e. V.
- Löschgruppe Mausbach Einheit 41 der Freiwilligen Feuerwehr Stolberg
- Rassekaninchen-Zuchtverein R204 Mausbach

## Kinder der Gemeinde
- Quirin Jansen (1888–1953), Oberbürgermeister der Stadt Aachen
- Wilhelm Kohlen (1896–1964), Landrat
- Fritz Mohr (1924–2008), Politiker in Rheinland-Pfalz
- Wilhelm Gerhards (1934–2001), Bildhauer
- Roland Mertens (* 1952), Bildender Künstler